# 红岩村
红岩村，是重庆市长寿区双龙镇下辖的一个行政村级行政单位。 